# Латронико
Латронико (итал. Latronico) је насеље у Италији у округу Потенца, региону Базиликата.
Према процени из 2011. у насељу је живело 2063 становника. Насеље се налази на надморској висини од 858 м.

## Становништво
Према резултатима пописа становништва 2011. у општини је живело 4.748 становника.
| 1951. | 1961. | 1971. | 1981. | 1991. | 2001. | 2011. |
| ----- | ----- | ----- | ----- | ----- | ----- | ----- |
| 6.632 | 6.791 | 5.966 | 5.766 | 5.507 | 5.279 | 4.748 |